# سستو فيورنتينو

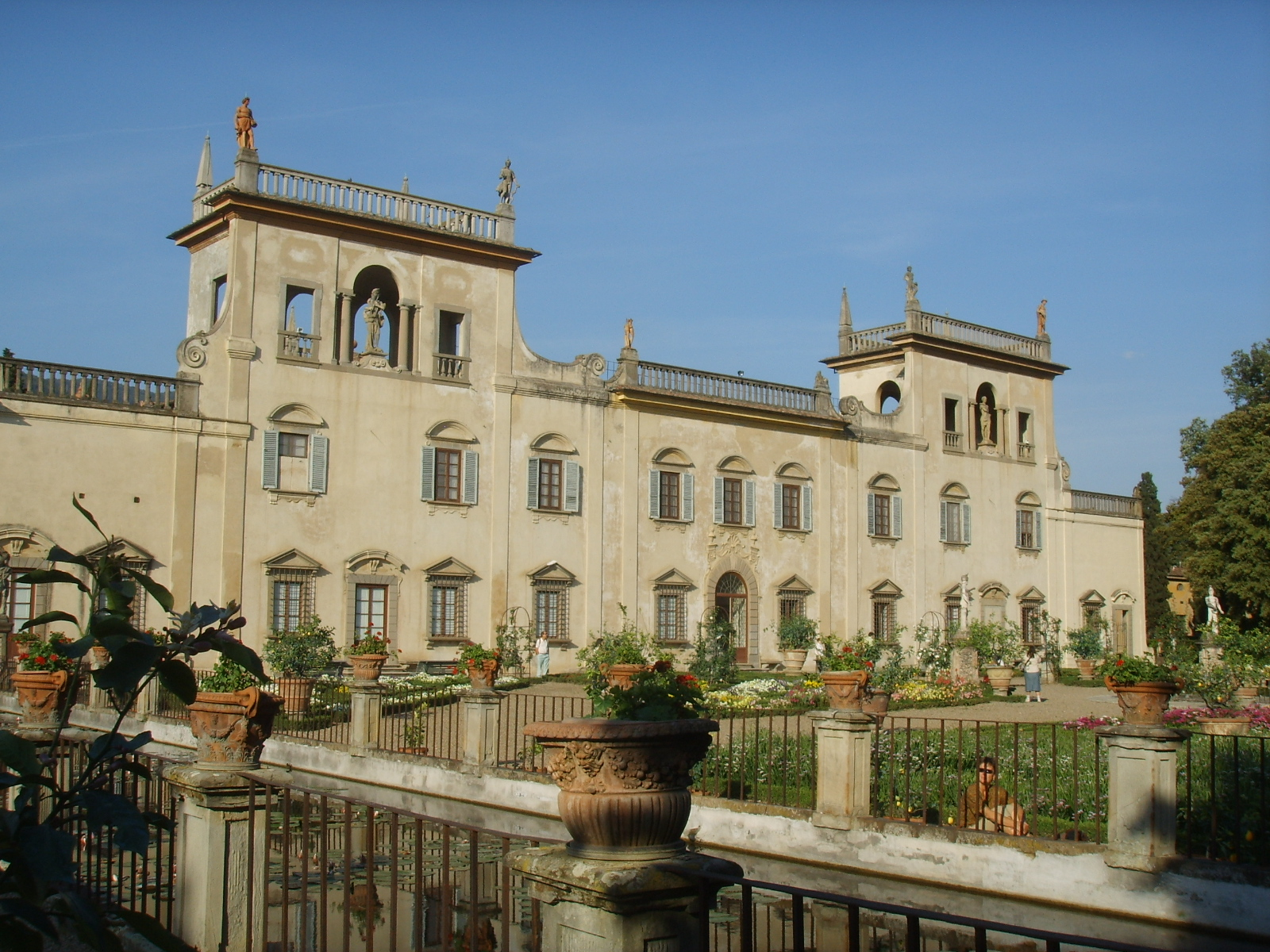
فيلا غويتشارديني.

سستو فيورنتينو (Sesto Fiorentino) مدينة إيطالية في إقليم توسكانا وضمن مقاطعة فلورنسا، يبلغ عدد قاطنيها 46.926 ساكن. تقع شمال غرب مدينة فلورنسا، تعداليوم مركزاً زراعياً وصناعياً.

## السكان
في سنة 1861 بلغ عدد السكان 8٬582 نسمة، وتطور العدد ليصل في سنة 2011 لـ 47٬742 نسمة.
يظهر هذا المخطط البياني تطور النمو السكاني لـ سستو فيورنتينو

## التاريخ
يعود أقدم استطان بشري بالمنطقة المعروفة بالسهل الفلورنسي إلى العصر الحجري الأوسط (قبل حوالي 9000 سنة)، بيد أن الشواهد الأثرية على الانتشار السكاني تعود إلى العصر الحجري الحديث فقط (من 6100 حتي 5000 سنة مضت) ويتمثل بقرى مارست أنشطة زراعية ورعوية. كما مارست الصناعة بأقدم أفران لطبخ الخزف.
أدى تزايد سكاني في نهاية الألف الثالث قبل الميلاد لتصادم قوي بين الإنسان والبيئة متمثلاً بأعمال إزالة الغابات لاستغلال مساحات أكبر. يبدو أن أكبر إسكان بشري ارتبط أيضاً بوجود مواطن النحاس في المناطق المتاخمة، والذي استخدمته مجتمعات العصر البرونزي والعصر البرونزي اللاحق. أثناء متنصف العصر البرونزي (منتصف الألف الثاني قبل الميلاد) بدأت المجتمعات بإنشاء المستوطنات ليس على السهل فحسب، بل أيضاً على المرتفعات المحيطة. بدأ ظهور الأتروسكان حوالي القرن السابع قبل الميلاد، الذين ساهوا كثيراً باستصلاح السهل المحيط بالمنطقة. من آثار تلك الفترة التاريخية كل من قبر مونتانيولا وقبر مولا.
تكونت أول نواة سكانية في العصر الروماني على طول الطريق القديم نحو لوكا وبستويا ؛ لا تزال شواهد التخطيط الهندسي الحضري الروماني للريف لتلك الحقبة واضحة. كان المكان مرتاداً ويـُفهم ذلك أيضاً من خلال طوبونيمة المنطقة.
تعود الكنائس الأولى إلى العصور الوسطى المتأخرة، من بينها اكتسبت كنيسة سان مارتينو أهمية على الفور. كانت أراضي سستو إقطاعية لأساقفة فلورنسيين، رفض أهل سستو دفع الضرائب الجائرة لهم فتم حرمانهم كنسياً.
صارت في وقت لاحق جزءاً من جمهورية الفلورنسية وفيها كانت عاصمة لإحدى روابط الريف. شهدت تطوراً كبيراً في عصر النهضة نتيجة لاستصلاح السهل.

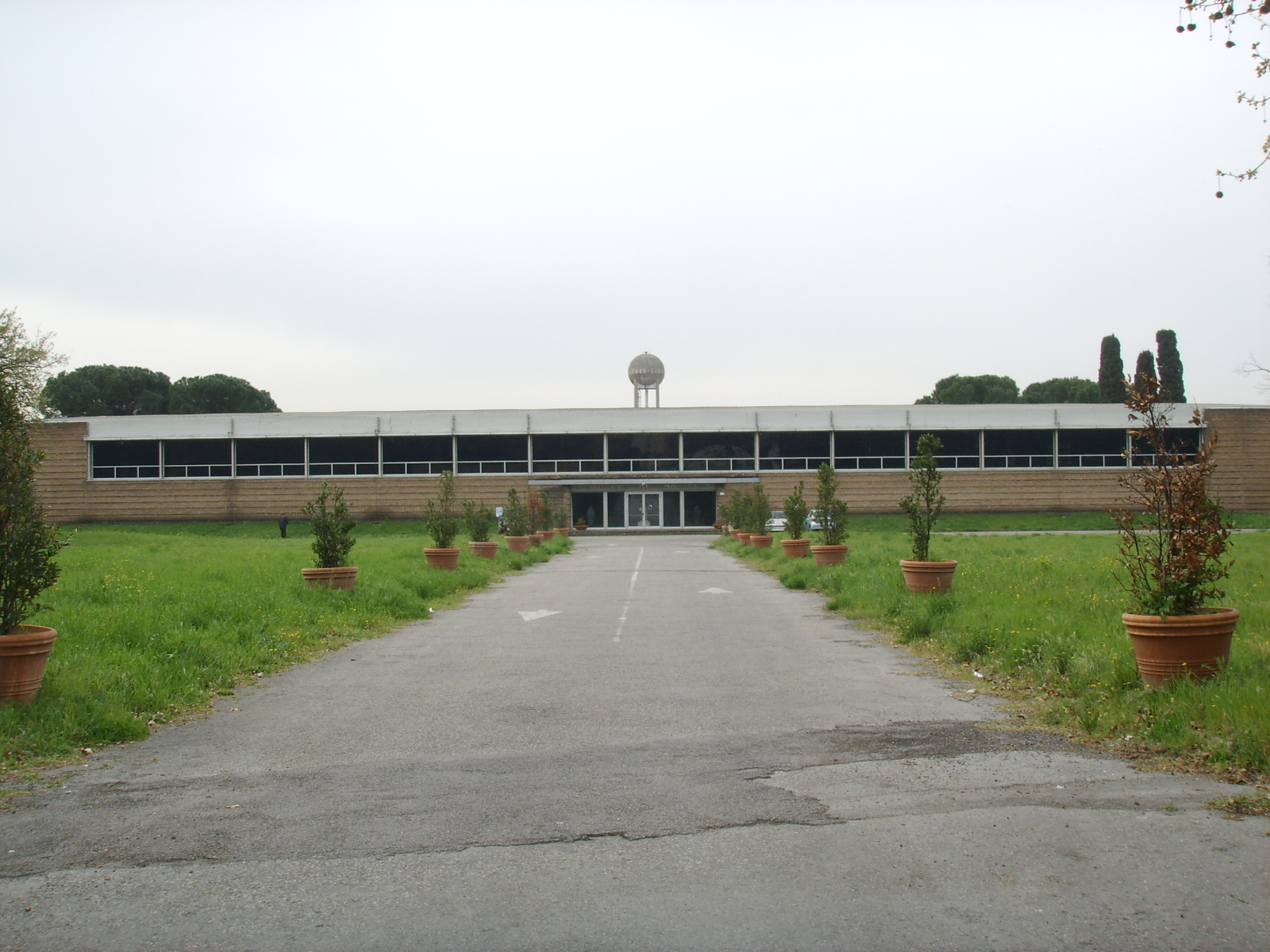
متحف ديلا بورتشيلانا دي دوتشا

أسس الماركيز كارلو جينوري في سنة 1735 مصنع دوتشا، أحد أوائل مصانع الخزف في أوروبا، الأمر الذي جلب كبير تنمية اقتصادية كبيرة. في استفتاء عام 1860 من أصل 2708 ناخب صوت 2622 لصالح الانضمام إلى مملكة إيطاليا. كانت سستو في مركز النضال العمالي بأواخر القرن التاسع عشر، وفي عام 1897 انتخبت لمجلس النواب جوزيبي بيشيتي ثاني نائب اشتراكي في تاريخ إيطاليا،. يوم 5 مايو من عام 1898 انتفض الشعب ضد الضريبة على طحن الحبوب، مما سبب في تدخل الشرطة التي أطلقت النار على الجموع ما أدى إلى مقتل عدد من المتظاهرين عرفوا ب «شهداء اضطرابات 5 مايو 1898.» في عام 1899 بانتخاب بلادي بيوندي كانت سستو أول مدينة بتوسكانا يكون رئيس بلديتها اشتراكي.
استأنف استصلاح السهل في الحقبة الفاشية عبر قرار وزاري في 12 يوليو 1930. بعد الحرب العالمية الثانية شهدت أراضي سستو فيورنتينو توسعاً عمرانياً سريعاً وتنمية اقتصادية كبيرة.